# エア・カナダ797便火災事故
エア・カナダ797便火災事故（エア・カナダ797びんかさいじこ）は、1983年6月2日、ダラス・フォートワース国際空港からトロント経由モントリオール到着予定の国際線フライト中であったエア・カナダ797便が火災を起こし、多数の死傷者を出した事故である。

## 事故の概要

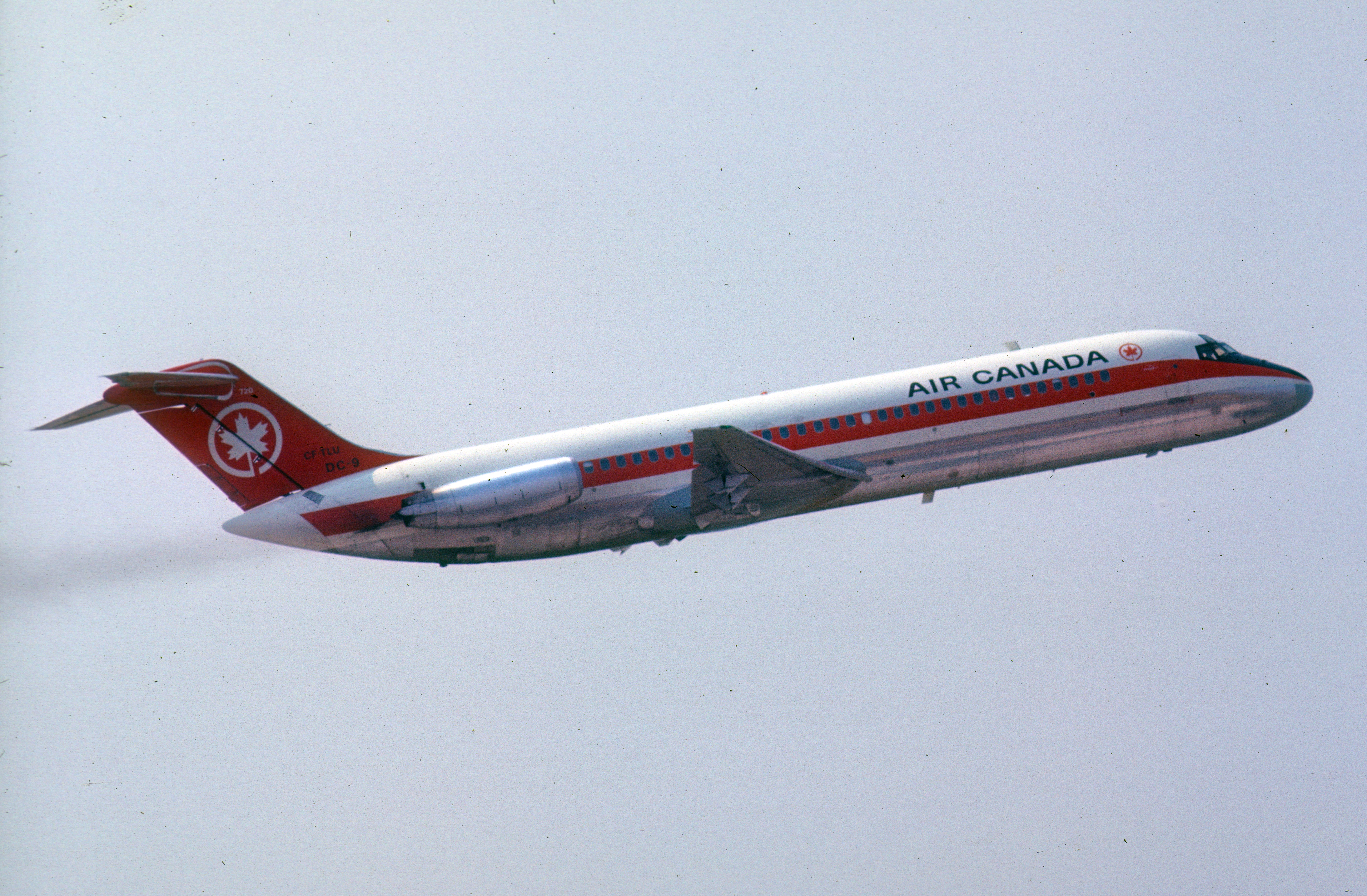
1968年8月に撮影された事故機

1983年6月2日、エア・カナダ797便はトロント国際空港（現在のトロント・ピアソン国際空港）を経由しドルバル空港（現在のピエール・エリオット・トルドー国際空港）に向かうため乗客41名、乗員5名を乗せ、ダラス・フォートワース国際空港を離陸した。797便はDC-9-32（登録記号C-FTLU）により運行された。

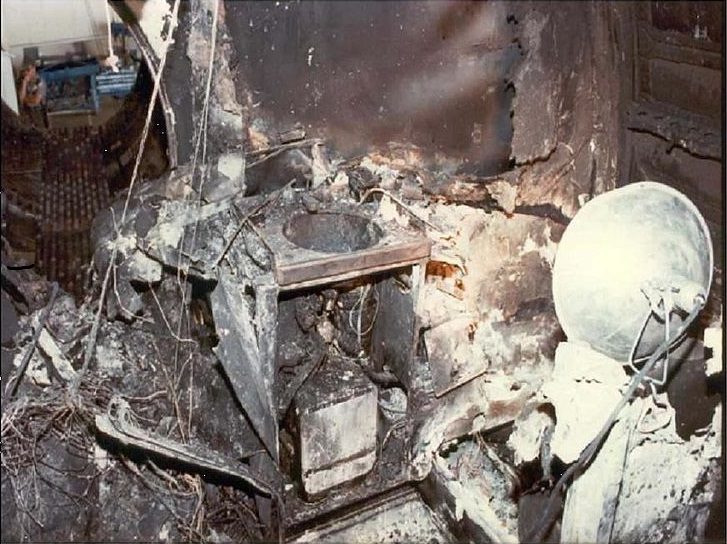
火元となったとみられるトイレ

離陸後、ケンタッキー州ルイビル上空を飛行中、後部トイレ付近で火災が発生した。797便はオハイオ州シンシナティに近くにあるケンタッキー州ボーン郡のシンシナティ国際空港（現在のシンシナティ・ノーザンケンタッキー国際空港）に緊急着陸した。緊急脱出により、18名の乗客と5名の乗務員が生存したが、乗客23名が死亡した。
乗客のひとりである民謡歌手のスタン・ロジャースは、他の乗客の救助中に逃げ遅れたとされている。またジョージ・カーチス・マテスは、同名の電気会社 (Curtis Mathes Corporation) の創業者であった。

## 事故調査

死者と生存者及び客室乗務員の分布図

生存者の多くは内部が火に包まれる前に機体から離れており、死者のほとんどは機体の前方の乗客だった。また、死者のうち2名は火災発生後、前部に誘導されたにもかかわらず後部で発見された。大半の犠牲者の死因は、火災により発生した一酸化炭素やシアン化水素といった有毒ガスを吸い込んだためだった。

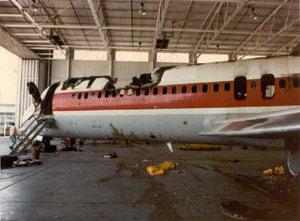
消火後の機体前方部

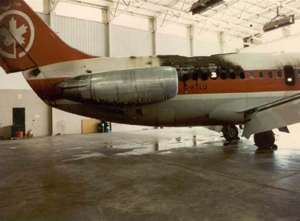
消火後の機体後方部

事故後の調査で出火元は後部トイレ付近と推定されたが、火災による損傷が激しく出火原因を特定することはできなかった。同類の旅客機火災とこの事故の調査の結果から国家運輸安全委員会は連邦航空局に、後部トイレへの煙感知機と自動消火設備の設置を義務づけるよう指示した。また、航空会社に対して緊急脱出手順と乗員の避難訓練の見直しを指示した。

## 映像化
- メーデー!:航空機事故の真実と真相 第4シーズン第3話「FIRE FIGHT」